# 日法 (僧侶)
日法（にっぽう、正嘉2年（1258年）- 興国2年/暦応4年1月5日（1341年1月22日））は、鎌倉時代・南北朝時代の法華宗（日蓮宗）の僧。和泉房。和泉阿闍梨。中老僧の一人。

## 略歴
俗名は徳永光長、幼名は熊王丸。幼少より日蓮に随身したと伝わる。片瀬寂光山龍口寺、岡宮徳永山光長寺、勝沼休息山立正寺二世。
彫刻の名手で長栄山本門寺（池上本門寺）、鎌倉長興山妙本寺、身延山大学講堂などに日法作とされる日蓮聖人像が現存する。
また、新宿大乗山経王寺に日法作とされる大黒天像が伝わっている。